# Luzula ulophylla
Luzula ulophylla är en tågväxtart som först beskrevs av Franz Georg Philipp Buchenau, och fick sitt nu gällande namn av Leonard C. Cockayne och Robert Malcolm Laing. Luzula ulophylla ingår i Frylesläktet som ingår i familjen tågväxter. Inga underarter finns listade i Catalogue of Life.